# 足川結珠
足川 結珠（あしかわ ゆず、2007年12月22日 - ）は、日本のファッションモデル、女優。東京都出身。エイジアプロモーションに所属。

## 略歴
第24回ニコラモデルオーディションでグランプリを受賞し、ニコラ専属モデル（ニコモ）となる。2022年3月号高比良由菜とともに初表紙を飾る。
2021年、「ピザーラ」のCMで成田凌と兄妹役を演じる。
2021年、The icon主催の若手発掘育成プロジェクト「私の卒業」のワークショップに参加し、第3期メンバー22名に選出される。同プロジェクトで製作された映画『あしたのわたしへ 私の卒業-第3期-』でメインキャストの7人の高校生役となる。
2022年4月1日、『nicola』5月号にて関谷瑠紀、髙橋快空とともに2度目の表紙を飾る。
2023年9月1日、『nicola』10月号にて初のピン表紙を飾った。
2024年7月12日をもってトップコートからプロフィールが削除された。
2025年1月1日、エイジアプロモーションに所属することを発表した。

## 人物
- 虹彩色は茶色である[13]。
- 特技は2歳より続けているバレエである[14][15]。ちなみに両親はプロバレエダンサー。
- 広島在住の祖父母がいる。2022年の新年挨拶は厳島神社での晴れ着写真を用いた[16][17]。
- 好きな食べ物は焼き鳥。

## 出演

### 映画
- あしたのわたしへ 私の卒業-第3期-（2022年3月18日） - 稲本舞 役[10][18]

### テレビドラマ
- 愛しい嘘 〜優しい闇〜（2022年1月14日 - 3月4日、テレビ朝日） - 今井望緒（中学生時代） 役[19][20]
- 月食の夜は（2023年3月25日、NHK総合）[21]
- この素晴らしき世界 第3話 - 第5話・第8話・最終話（2023年8月3日 - 17日・9月7日・14日、フジテレビ） - 七瀬ほのか 役[22]
- ダメマネ! -ダメなタレント、マネジメントします- 第2話（2025年4月27日、日本テレビ） - 上田可憐 役
- ちはやふる-めぐり- 第6話・第7話（2025年8月13日・20日、日本テレビ） - 寺井 役

### バラエティ
- 超無敵クラス（2022年6月26日 - 2024年6月30日、日本テレビ）

### CM
- ピザーラ エビマヨのよくばりクォーター（2021年7月3日 - ）[23][24][25]

## 書籍

### 雑誌
- nicola（2021年1月号 - 2024年6月号、新潮社） - 専属モデル[2]